# Ascetismo
L'ascetismo, o ascèsi, è una pratica che prevede l'abnegazione, l'esercizio continuo delle virtù, e il graduale distacco dal mondo e dai piaceri legati alla vita materiale. Si tratta di una prassi tipica di svariate religioni, culture e correnti di pensiero filosofico, sia laico sia religioso. In ambito religioso, l'ascetismo è volto al raggiungimento di una maggiore unione con Dio e/o ad un adempimento più fedele della sua volontà, e può comprendere svariate pratiche penitenziali e diverse forme di preghiera (specie praticata in forma mentale e di meditazione).
Il termine deriva dal greco antico ἄσκησις, áskēsis, sostantivo che originariamente significava 'esercizio ginnico', 'allenamento' (per esempio quello di un atleta in vista del superamento di una prova). 

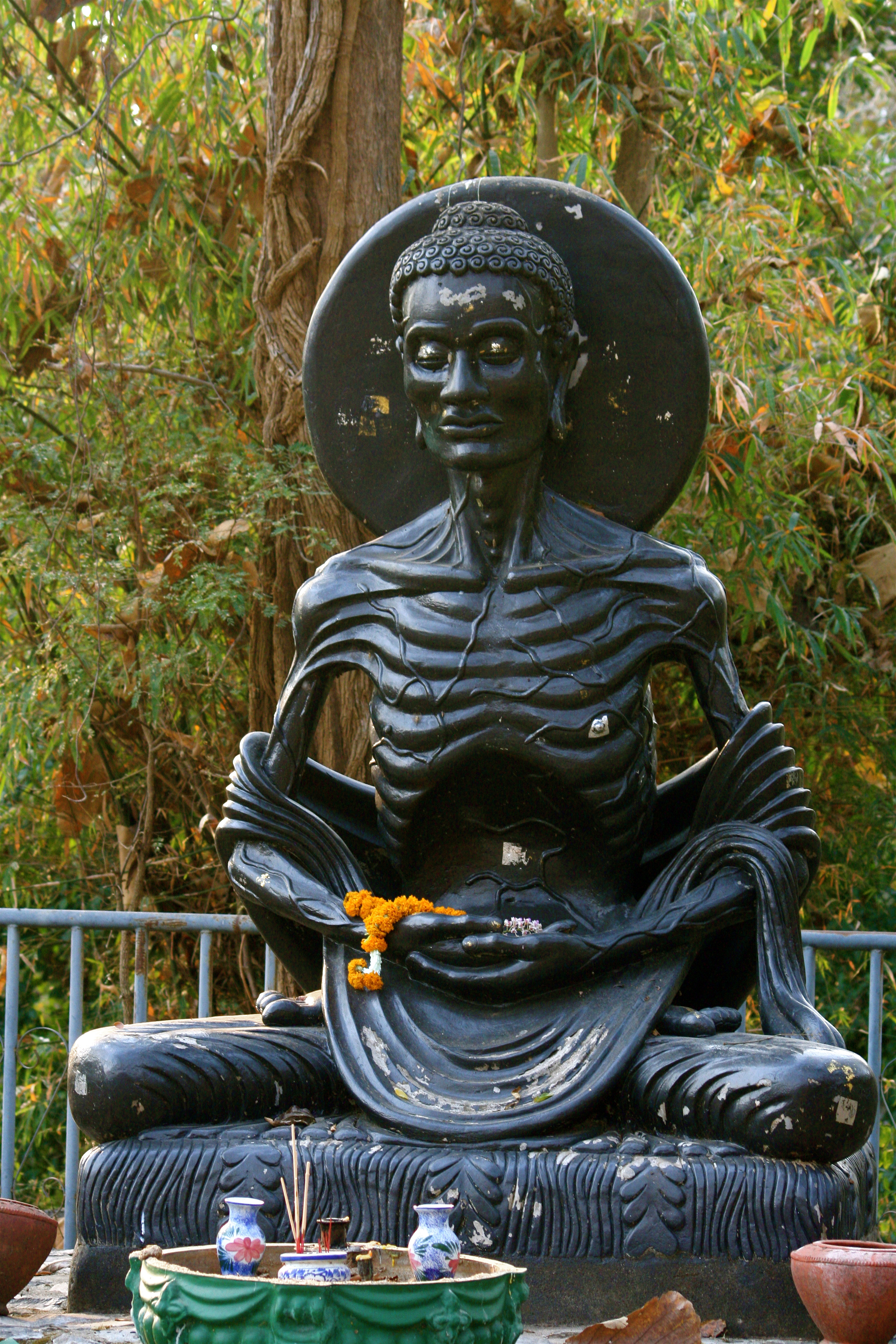
Buddha emaciato per i digiuni, Wat Umong, Chiang Mai, Thailandia

## L'ascetismo nella storia

### Filosofia e religione greca
In Grecia l'ascetismo era praticato nelle antiche comunità religiose del pitagorismo, dell'orfismo e delle religioni misteriche. 
Socrate e Platone
Socrate (469-399 a.C.) era considerato un modello di virtù. Il suo allievo Senofonte lodò il suo autocontrollo (ἐγκράτεια, enkráteia) che, a suo parere, Socrate possedeva più di ogni altro. Socrate era il più resistente nella lotta contro il freddo, il caldo e tutte le altre avversità forte del suo autocontrollo perché, senza di esso, ogni sforzo sarebbe stato inutile.
Senofonte insisteva sulla necessità di eseguire esercizi mentali e fisici come mezzo per acquisire l'autocontrollo e, secondo la sua testimonianza, Socrate affermava che, stimolando questo allenamento, anche i meno dotati potevano elevarsi al medesimo rango dei più forti.
Una descrizione dettagliata dell'autodisciplina di Socrate e della sua resistenza a sopportare il dolore e la fatica fu trascritta dal suo famoso discepolo Platone nel suo dialogo il Simposio. Tuttavia, questo ascetismo filosofico fu criticato dai suoi contemporanei: il commediografo Aristofane, ad esempio, vedeva nello stile di vita che si sviluppava intorno a Socrate un fenomeno di moda aberrante.
Platone sosteneva la necessità di una vita semplice, non opulenta e in armonia con la natura. Egli non intendeva un ritorno alla civiltà primitiva ma la purificazione da ogni eccesso. Grazie alla purificazione, gli uomini potevano raggiungere uno stato di prudenza e di calma interiore. Solo i bisogni primari dovevano essere soddisfatti ma senza andar oltre il necessario. Come il suo maestro Socrate, Platone insisteva sull'importanza di acquisire la moderazione. Per ascetismo, intendeva esercizi intellettuali, basati sul pensiero e sulla volontà e finalizzati all'aretḗ (ἀρετή) (competenza, virtù, eccellenza): si doveva "praticare la giustizia e le altre virtù". Il modo migliore per vivere era allenarsi a vivere e a morire.
A quel tempo, nelle discussioni sull'educazione e la formazione del carattere, giocavano un ruolo importante il peso e la combinazione di tre fattori: le attitudini naturali, l'istruzione e l'ascesi (ἄσκησις, áskēsis) intesa come esercizio. La pratica ascetica permetteva all'anima di purificarsi da tutto ciò che era corporeo e di ritornare così all'originaria perfezione ideale che più le era connaturale. L'ascesi, secondo Platone, non è estatica contemplazione ma catartica ricerca per poter ascendere progressivamente fino a raggiungere la Conoscenza.
Stoicismo
Per gli stoici, "l'esercizio ascetico" gioca un ruolo speciale nel modo di vivere dei filosofi. Per essi è centrale la funzione dell'astinenza e della rinuncia. 
Inizialmente l'ascetismo era stato pensato come ad una disciplina della mente. Meno importante di essa era l'ascesi fisica. Le pratiche corporali senza il fondamento intellettuale e senza obiettivo, erano inutili. Era disapprovato l'ascetismo superficiale e ostentato, esibito al solo scopo di impressionare gli altri. La padronanza dei pensieri e degli istinti doveva liberare il filosofo stoico dalla tirannia degli stati d'animo mutevoli e offrirgli così pace interiore e libertà. L'apatia (assenza di passioni) era intesa come repressione degli impulsi distruttivi che sono origine di sofferenza come la rabbia, la paura, l'invidia e l'odio e si poneva come obiettivo ultimo, il distacco da tutti gli stimoli legati alla sensibilità.
L'apatia così raggiunta era solo un prerequisito per l'atarassia (tranquillità, assenza di disordine). L'ideale dell'ascetismo stoico ebbe vasta eco nel periodo dell'Impero romano, lo stoico Epitteto diede indicazioni dettagliate sugli esercizi da praticare. L'imperatore romano Marco Aurelio è un eminente esempio di asceta stoico. Gli stoici dell'Impero esigevano l'adempimento dei doveri del cittadino che, secondo il loro pensiero, prevedevano che anche un filosofo si sposasse e creasse una famiglia.
Cinismo

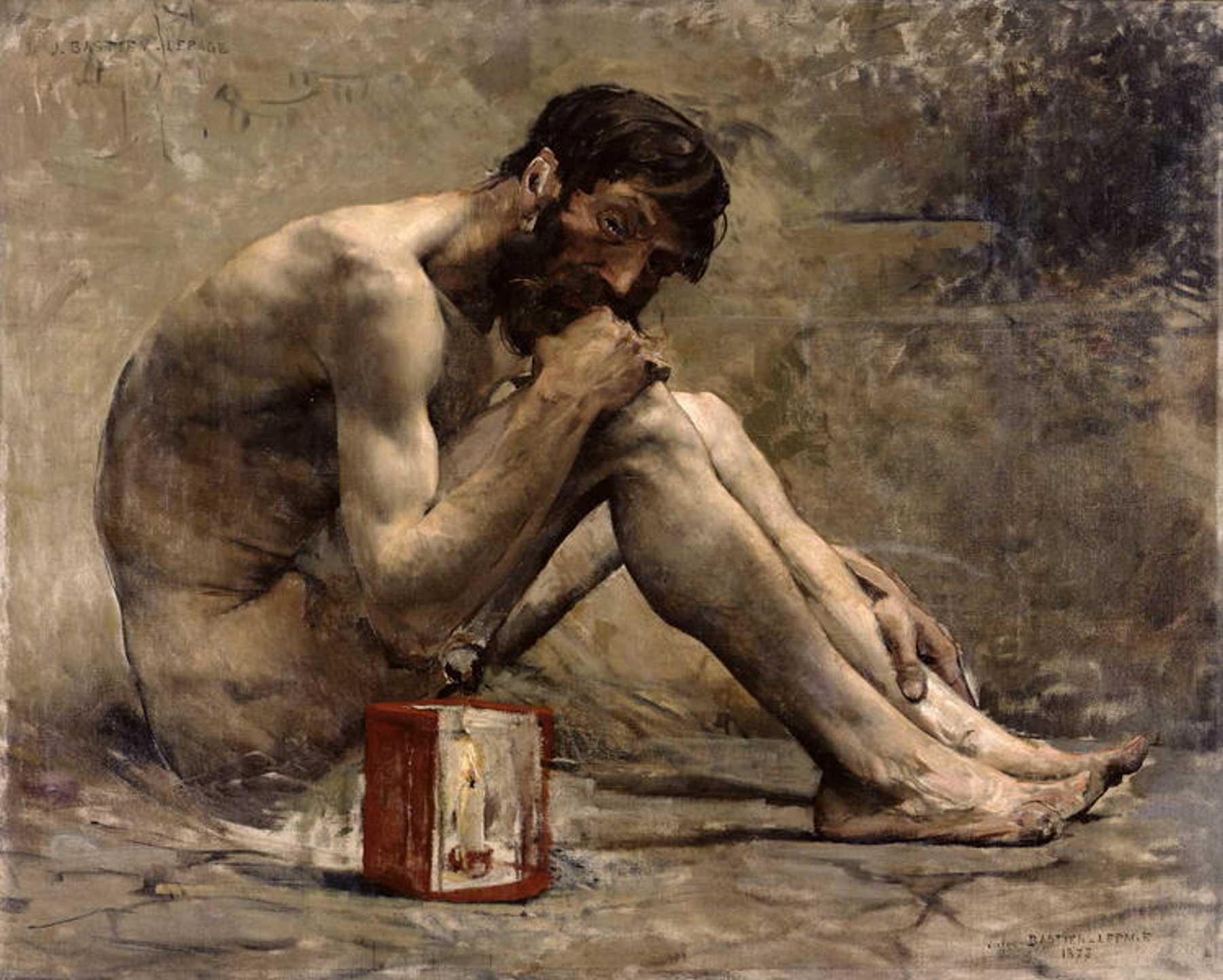
Diogene, dipinto di Jules Bastien-Lepage, 1873, Musée Marmottan Monet

La caratteristica principale dei cinici era un ascetismo particolarmente radicale finalizzato alla resistenza fisica, che doveva portare al consolidamento della forza di volontà e alla rinuncia dei valori e degli agi imposti dalla vita della società. I filosofi cinici conducevano una vita itinerante, i loro averi erano ridotti allo stretto necessario che poteva essere contenuto nelle loro borse e i bisogni erano radicalmente limitati a quelli primari. 
Tuttavia i cinici non associavano l'ideale della povertà alla svalutazione del corpo, della sessualità e del piacere; se ci si doveva accontentare del poco che si aveva, era certamente consentito il goderne. A conferma del loro coerente rifiuto dei codici morali predominanti nella società, i cinici sostenevano e praticavano la libertà sessuale e l'immediata soddisfazione degli istinti che rende superflua l'illusione di un piacere futuro e, di conseguenza, l'emergere di bisogni non fondamentali. Si dice che Diogene di Sinope, un eminente cinico, abbia osservato che era una caratteristica degli Dei non avere bisogni e degli uomini divini avere bisogno di poco. 
Come si è detto, la caratteristica principale dei cinici era un ascetismo profondamente radicale. Secondo la tradizione aneddotica, Diogene viveva in un barile. I cinici mantenevano la loro posizione di emarginazione dalla società e dai filosofi: il loro principale interesse era nelle funzioni corporali, non erano interessati ai doveri civici e il loro aspetto, provocatoriamente trasandato, era comunemente considerato offensivo. 
Secondo Michel Foucault per molto tempo lo stile di vita dei cinici è stato tramandato alla luce dell'ascesi cristiana e del monachesimo.
Neopitagorici e Neoplatonici
In epoca imperiale i neopitagorici rappresentavano una forma completamente diversa dell'ideale ascetico. Nei circoli neopitagorici era diffuso l'ideale dell'astinenza sessuale del filosofo per la durata dell'intera vita, come si può evincere dalla biografia dell'asceta neopitagorico Apollonio di Tiana scritta da Filostrato all'inizio del III secolo.
Il neoplatonismo ha dominato la filosofia della tarda antichità e fin dagli inizi era orientato all'ascesi. Per i neoplatonici era fondamentale l'obiettivo di liberare l'anima dalla prigione del corpo e restituirla alla sua dimora puramente spirituale. Il prerequisito per questo obiettivo era eliminare i desideri legati al corpo. Il neoplatonico Porfirio riferisce che il senatore romano Rogatiano fu così colpito dalla dottrina neoplatonica che rinunciò alla sua dignità senatoria, a tutti i suoi beni e liberò tutti i suoi schiavi. La lettera di Porfirio a sua moglie Marcella è uno scritto esortativo, protreptikos, per uno stile di vita filosofico ascetico.
Gnosi
In alcune antiche comunità gnostiche, le pratiche ascetiche come astinenza sessuale, digiuno e astinenza dalla carne, erano considerate necessarie per la salvezza; alla base di questo pensiero c'era il rifiuto radicale del mondo. 
Anche il manicheismo, una religione sorta nel III secolo e influenzata dal pensiero gnostico, sottolineava la necessità di uno stile di vita in astinenza. I manichei esigevano dai loro seguaci (in latino electi, eletti) l'astinenza sessuale per tutta la vita, una vita caratterizzata dalla povertà e da frequenti e rigorosi digiuni.

### Giudaismo

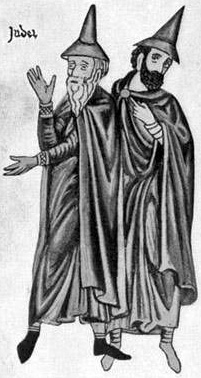
Chassidei Ashkenaz, XII-XIII secolo, noti per il loro rigoroso ascetismo - 1906 Jewish Encyclopedia

In origine il giudaismo aveva pochi tratti ascetici poiché il mondo, creazione di Dio, era considerato positivamente e il piacere non era visto con sospetto. Alcune prescrizioni di astinenza temporanea e di moderazione del piacere previste dal Tanakh, non erano radicate in un pensiero ascetico ma in antiche pratiche magiche. Queste pratiche includevano la credenza che il rapporto sessuale profanasse il culto e pertanto veniva proibito ai sacerdoti prima degli atti rituali. Era proibito anche il consumo di vino prima del servizio sacrificale. Per prepararsi a ricevere una rivelazione divina, si praticava il digiuno. 
La formazione di una mentalità ascetica iniziò con l'introduzione del digiuno penitenziale collettivo, che veniva ordinato pubblicamente come espressione di pentimento per placare l'ira di Dio ed evitare il suo giudizio. Nasceva, così, l'idea che il digiuno collettivo o anche individuale fosse gradito a Dio e quindi aumentava l'efficacia delle preghiere o faceva sì che Dio rispondesse finalmente a una preghiera precedentemente non esaudita; il digiuno divenne un'opera meritoria per la quale si sperava di essere ricompensati.
Filone di Alessandria, vissuto fra il 20 a.C. e il 40 d.C., pose il problema di un ascetismo basato sulla filosofia; secondo lui il patriarca Giacobbe e Mosè erano asceti esemplari.  Al tempo di Filone c'era già una corrente ascetica giudaica, i Terapeuti, dei quali egli descrive la vita. I Terapeuti erano ebrei egiziani che vivevano in comunità, rinunciavano ai loro beni e si allontanavano dalle città per vivere una vita ascetica in zone scarsamente popolate.
Anche gli Esseni vivevano l'ascesi. Erano ebrei che vivevano in gruppo, rinunciavano alle proprietà personali e conducevano una vita semplice e frugale mettendo in comune i loro beni. Flavio Giuseppe riferisce che essi consideravano il piacere come un vizio e l'autocontrollo e il superamento delle passioni come virtù.
Nella filosofia ebraica medievale, influenzata dal neoplatonismo o da correnti ascetiche dell'Islam come il Sufismo, acquisirono importanza i concetti di rifiuto del mondo e di rinuncia e la consapevolezza ebraica dell'esilio contribuì al rafforzamento di queste tendenze. 
Un ascetismo moderato legato a una visione del mondo neoplatonica si trova, per esempio, nel I doveri del cuore di Bahya ibn Paquda e nel trattato Meditazione dell'anima addolorata di Abraham bar Hiyya, una valutazione negativa dei piaceri sensuali in Maimonide così come nella Kabbala. Il figlio di Maimonide, Abramo, cita autori del sufismo nel suo Compendio dei Servi di Dio. 
Recenti ricerche hanno corretto le tesi che volevano l'ascetismo estraneo al giudaismo e vengono studiati vari impulsi ascetici tra gli autori ebrei medievali. Ciò che gli ebrei sostenitori dell'ascetismo hanno in comune, è il rifiuto all'isolamento e al ritiro dalla società: l'asceta era tenuto a partecipare alla vita sociale e ad adempiere i compiti previsti da essa.

### Cristianesimo

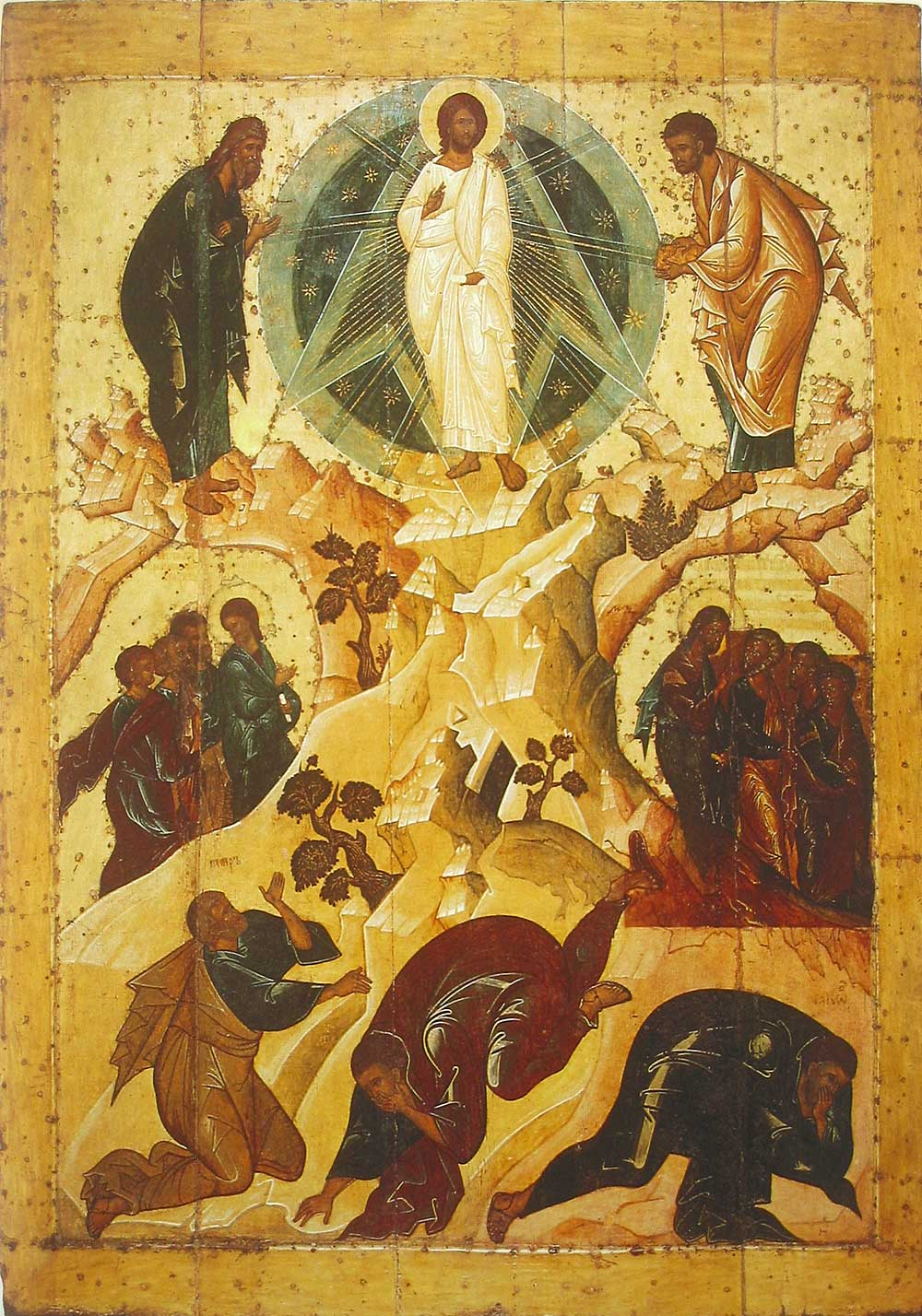
Trasfigurazione di Cristo, Spaso-Preobrazhensky Monastery, Yaroslavl, Russia, (1516)

Nel Nuovo Testamento non compare il sostantivo "asceta" e il verbo askein si riscontra solo in Atti 24,16 con il significato di sforzarsi e senza una correlazione con l'ascetismo. Tuttavia Giovanni Battista viene descritto come un asceta che viveva nel deserto. Gesù stesso pratica l'ascesi: dopo essere stato battezzato da Giovanni si reca nel deserto: non si tratta di un isolamento definitivo ma l'inizio della sua missione che lo porterà ad annunciare la venuta del regno.
Anche se manca un termine per indicarla, la rinuncia in senso ascetico è spesso e ampiamente trattata nel Nuovo Testamento. Gli esempi sono nei vangeli.
Gesù è un itinerante, senza fissa dimora.  La sua separazione dalla famiglia, intesa come luogo di protezione, è una autostigmatizzazione che mette in discussione i valori dominanti della società in cui vive e propone valori diversi e, fra gli altri, non esercitare la sopraffazione, non uccidere come dettato dalla Torah ma anche cercare la riconciliazione arrivando ad amare coloro da cui si è odiati. 
Tuttavia Gesù ha criticato la pratica di un tipo di ascetismo molto diffuso ai suoi tempi, un ascetismo ostentato per ottenere considerazione e prestigio.
Nelle lettere dell'apostolo Paolo l'ascetismo compare in molteplici occasioni. Egli utilizza il vocabolario della competizione sportiva (agon), soprattutto la corsa. Paolo paragona le difficoltà di uno stile di vita cristiano alla disciplina degli atleti che affrontano le difficoltà per vincere una gara. La meta è la corona della vittoria che diventa per l'apostolo una metafora escatologica.
Periodo dei Padri della Chiesa
A partire dal II secolo, il termine ascetismo è attestato nella letteratura teologica greca. Fu usato per la prima volta ad Alessandria, dove ancora era sentita l'influenza di Filone. Un tratto ascetico si notava sin dagli inizi negli scritti edificanti dei cristiani. Di solito si giustificava la richiesta di astinenza con la sequela di Gesù,  a volte anche con l'attesa della fine dei tempi: si credeva di doversi preparare agli orrori della prossima fine del mondo. Un altro motivo era la lotta incessante contro il diavolo, che, secondo una convinzione diffusa all'epoca, solo gli asceti potevano vincere.
Inoltre, alcuni cristiani desideravano anticipare già nel presente quello che sarebbe stato il futuro modo di vivere nel Regno dei cieli, dove non ci sarebbero stati piaceri terreni e si sarebbe vissuto in un modo simile a quello degli angeli.
Negli Atti apocrifi che facevano parte della letteratura edificante del primo cristianesimo, veniva data grande enfasi alla castità e alla povertà. Il padre della chiesa Clemente di Alessandria, attivo tra la fine del II e l'inizio del III secolo, sottolineava l'importanza della pratica ascetica e raccomandava di eliminare tutti gli impulsi dettati dall'istinto. Tuttavia, ha interpretato il comandamento della povertà descritta nei Vangeli non letteralmente, ma allegoricamente: i beni ai quali si deve rinunciare sono le passioni indesiderabili. 
Questa visione fu contraddetta nel III secolo da Origene, che sosteneva un'interpretazione strettamente letterale e sosteneva che anche un non cristiano, il cinico Cratete di Tebe, originariamente ricco, aveva dato via tutti i suoi beni per raggiungere la libertà dell'anima, quindi anche un cristiano deve essere in grado di farlo L'interpretazione di Origene su come seguire Gesù era così radicale che interpretò il passo di Matteo 19,12, che parla di diventare eunuchi per il Regno dei cieli, come un invito alla castrazione e quindi, ancora giovane, si fece castrare. La sua scelta, di cui in seguito si pentì, trovò anche imitatori.
Era diffusa l'idea che la cacciata di Adamo dal Paradiso terrestre fosse dovuta al suo edonismo e che l'umanità potesse aprirsi la strada verso il Regno dei cieli solo vivendo in maniera opposta alla sua. In generale, il digiuno era considerato meritorio: il digiuno di quaranta giorni di Gesù nel deserto (Matteo 4,2-4), durante il quale alla fine sentì la fame ma resistette alla tentazione del diavolo, fu utilizzato come modello dell'impegno richiesto per progredire spiritualmente. Nei Padri della Chiesa tardoantichi come Giovanni Crisostomo, Ambrogio di Milano, Girolamo, Basilio il Grande e Gregorio di Nissa, l'influenza delle idee e dei modelli stoici, cinici e neoplatonici si fece sentire anche per quanto riguarda lo stile di vita ascetico da loro proposto. 
Alla fine del III secolo si diffusero in Egitto gli eremi dei primi anacoreti il cui rappresentante più famoso e influente fu l'eremita Antonio il Grande, spesso indicato come il padre del monachesimo. I monaci vivevano una vita ascetica nel deserto (Padri del deserto) sia in celle sia come asceti erranti. La nudità era considerata il livello più alto di ascetismo; infatti singoli eremiti realizzarono il loro ideale di povertà in modo così radicale da rinunciare a qualsiasi abbigliamento.

### Islam
Nell'Islam l'ascetismo è chiamato zuhd زُهْد ("rinuncia"), l'asceta è detto zāhid. 
L'ascetismo era poco diffuso nei tempi pre-islamici, non compare nel Corano e si è affermato solo a partire dall'VIII secolo. Consiste nella rinuncia agli interessi mondani per concentrarsi completamente sul futuro che sarà vissuto nell'aldilà (āḫira) o su Dio. Per questo gli asceti fanno riferimento al Corano che contiene numerosi riferimenti alla mancanza di significato di questo mondo (dunya) e alla transitorietà di questa vita. Per rinuncia intendono l'allontanamento da un oggetto precedentemente desiderato che è, contemporaneamente, un volgersi verso qualcosa che viene riconosciuto come migliore. La rinuncia non è solo esteriore ma soprattutto interiore. Gli asceti musulmani chiamano "questo mondo" tutto ciò che distrae da Dio e separa l'uomo da Lui, intendendo non l'intero mondo di oggetti sensualmente percepibili come tali, ma la totalità di ciò che non è in relazione con Dio e non è colto e utilizzato per il suo bene.
Per quanto riguarda i beni mondani, zuhd significa limitarsi allo stretto necessario: cibo, vestiti e ciò che è indispensabile. A livello spirituale, è la rinuncia a parlare, guardare e camminare se non necessario, non avere preoccupazione per ciò che non sia affare proprio ed essere liberi dal desiderare le persone
Un ascetismo sviluppato era già praticato nell'VIII secolo nell'ambiente della Qadariyya di Bassora. In segno di rinuncia, le persone andavano in giro con abiti stracciati o vestiti di lana che erano gli abiti indossati dai mendicanti ed erano considerati come segno di umiliazione. Questa forma di ascetismo era ostentatamente incivile, anti-convenzionale e provocatoria. Un centro abitato da asceti che vivevano in comunità si trovava nell'isola di ʿAbbādān nell'estuario del Karun, sulla quale sorge l'attuale città iraniana di Abadan..

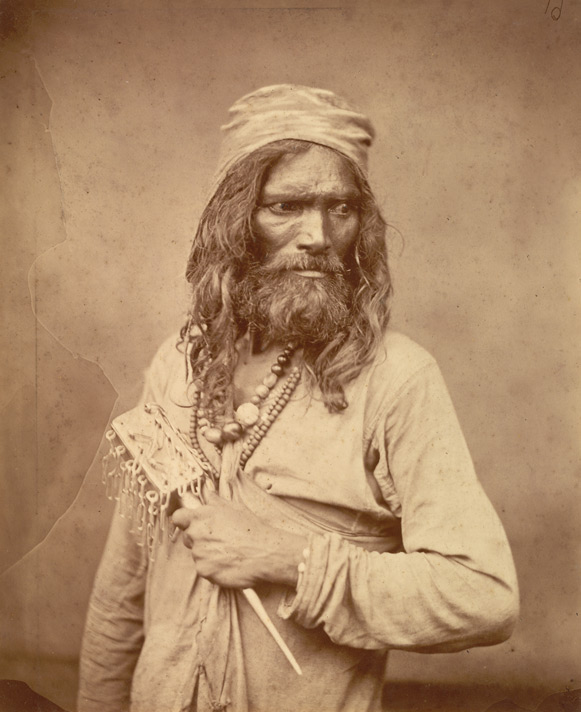
Foto di un asceta sufi - 1860 - Bengala orientale

I primi asceti più importanti a Bassora furono l'influente studioso e predicatore Al-Hasan al-Basri († 728) e il Maestro dell'amore di Dio Rābiʿa al-ʿAdawiyya († 801), che sono considerati i pionieri del sufismo. I sufi sono i rappresentanti di un movimento ascetico che sviluppò un nuovo ideale di religiosità nei secoli VIII e IX, e che ancora oggi raccoglie dei seguaci. Il loro aspetto e i loro insegnamenti sono stati considerati offensivi dai tradizionalisti e rimangono molto controversi tra i musulmani. Per i sufi, la rinuncia al mondo è un aspetto centrale della vita religiosa ma, in contrasto con altre tradizioni ascetiche, essi mettono la loro pratica al servizio di una pietà radicalmente teocentrica che rifiuta coerentemente tutto ciò che non è divino: essi criticano il rivolgersi all'aldilà (il cielo), poiché il cielo, essendo stato creato, è diverso dal Creatore e quindi, come tutto ciò che è terreno, distrae da Lui. Conseguentemente affermano che non ci si deve preoccupare né di questo mondo né dell'aldilà, ma esclusivamente di Dio.
Gli sforzi ascetici dei sufi sono determinati dalla loro convinzione che l'anima istintiva (nafs in arabo) è un'entità sciocca, viziosa e vergognosa nell'uomo la cui cupidigia deve essere contrastata se egli vuole trovare la strada per raggiungere Dio. Le qualità malsane dell'anima istintiva sono vividamente descritte nella letteratura sufi e sono attribuite alla sua dipendenza dal piacere. La nafs è presentata come il peggior nemico dell'uomo. Quindi, si richiede di disprezzarla, di guardarsi da essa, di non concederle alcun conforto o riposo, di punirla e di rinunciarvi. Anche i piaceri di questo mondo permessi dalla religione sono respinti come fatali concessioni al desiderio. Fino alla morte non deve cessare la lotta contro la nafs. Molto importante nel sufismo, oltre a combattere l'istinto del possesso, è l'istinto del prestigio, il desiderio di una posizione di potere, di fama e di riconoscimento. Negli asceti questo impulso si manifesta nella ricerca di lodi per la loro pietà e per i risultati ascetici che riescono a raggiungere, e nel godimento del prestigio popolare associato al loro status.  Per evitare i pericoli che ne derivano, ai sufi si consiglia l'isolamento. Si può evitare la celebrità, per esempio, trasferendosi in un altro luogo. È considerata importante anche l'astensione da chiacchiere inutili.
Per alcuni sufi medievali, la pratica dell'ascetismo includeva la sopportazione di duri esercizi fisici come la privazione del sonno, il digiuno e la prolungata permanenza in preghiera. Questi esercizi estremi, tuttavia, erano controversi tra i teologi e anche nei circoli di orientamento ascetico

## Tradizioni di origine indiana
In India, gli asceti sono apparsi probabilmente già all'epoca della civiltà della valle dell'Indo  (III e inizio II millennio a.C.). I più antichi sistemi religioso-filosofici conosciuti nei quali l'ascetismo radicale o moderato costituisce una parte essenziale, hanno avuto origine in India: il giainismo, il buddhismo e l'induismo.

### Induismo

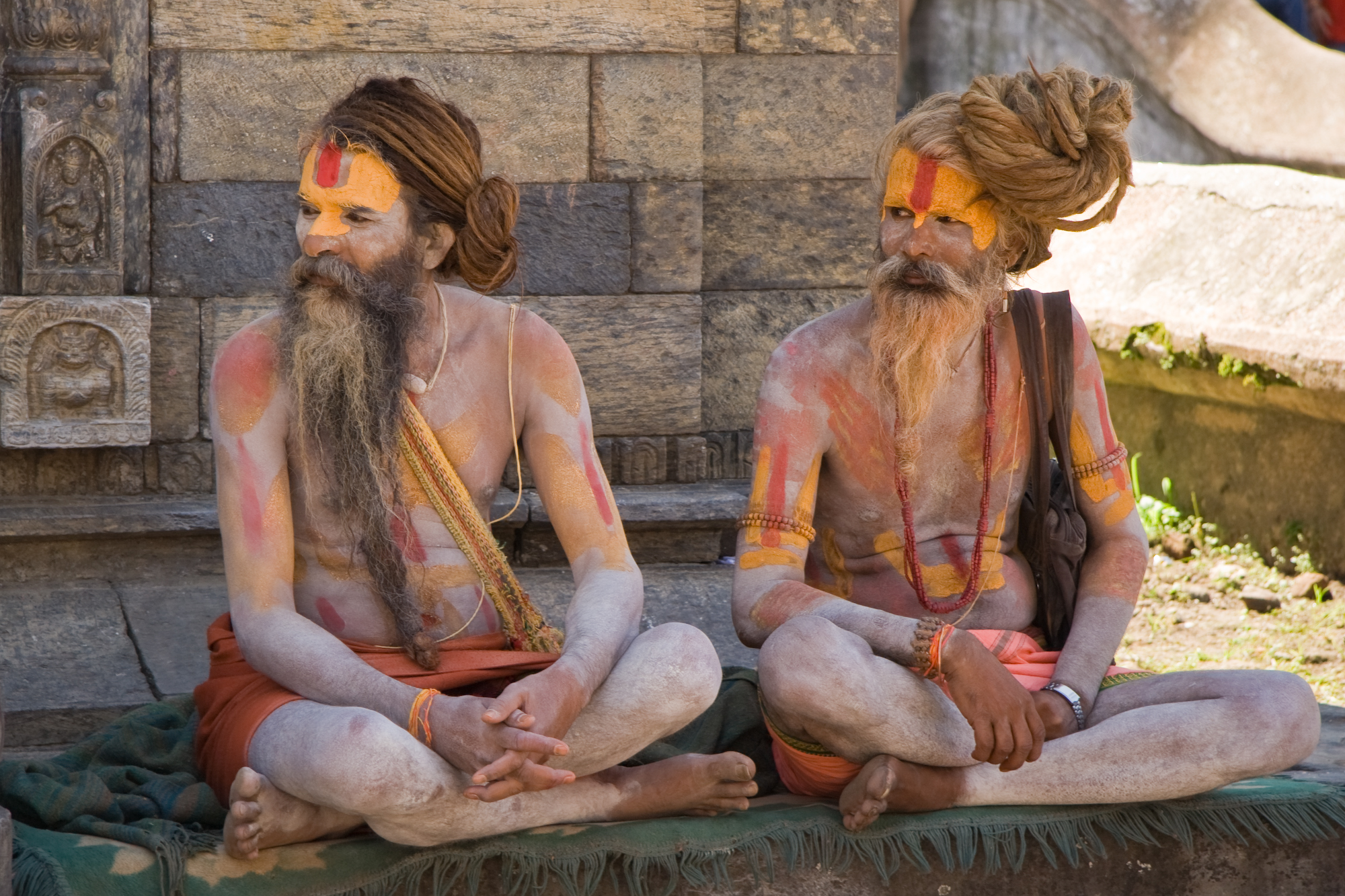
Sadu, Pashupatinath - Tempio, Kathmandu, Nepal - 2006, Luca Galuzzi

Negli scritti più antichi del Vedismo, religione che si è sviluppata a partire dalla metà del II millennio a.C. dopo l'immigrazione degli Indoari, l'ascetismo compare solo sporadicamente. Tuttavia, nelle Upaniṣad, scritte nella prima metà del I millennio a.C. il termine tecnico per l'ascetismo, tapas (in sanscrito "calore" o "bagliore"), gioca già un ruolo importante.  Con tapas si intende lo splendore interiore che l'asceta genera attraverso i suoi sforzi (śrama). Una delle pratiche consiste nell'esporsi al sole e nell'accendere fuochi intorno a sé. Si dice che il tapas dia al praticante una forza e un potere straordinari; si cerca di elevarsi al di sopra dei limiti di ciò che è usualmente possibile. Questo sforzo riguarda il rafforzamento dell'ascetismo, che è anche un sotto-obiettivo essenziale nello yoga. Inoltre, una componente centrale dei concetti ascetici sviluppati in India sono il rifiuto del mondo e il profondo desiderio di liberazione dal mondo fisico. Gli ideali dell'antico stile di vita ascetico indiano, che hanno effetto ancora oggi, sono il cogliere la verità, la non-acquisizione e la nonviolenza (ahiṃsā).
Nei Dharmasutra (manuali di precetti religiosi), scritti intorno al V o IV secolo a.C., sono registrati dettagli precisi sul modo di vivere di un "abitante della foresta" (vānaprastha) e di un asceta errante (parivrājaka). Questi erano asceti che - spesso in età avanzata - si ritiravano nella solitudine della foresta o vagavano chiedendo l'elemosina. Eseguivano esercizi corporali impegnativi, il cui scopo era quello di "purificare" o "asciugare" il corpo e c'erano regole dettagliate per la dieta e l'abbigliamento, per rispettare la regola di non proprietà. Tutti i discorsi inutili dovevano essere rigorosamente evitati. Molti saggi indiani (Ṛṣi) praticavano e raccomandavano uno stile di vita ascetico. 

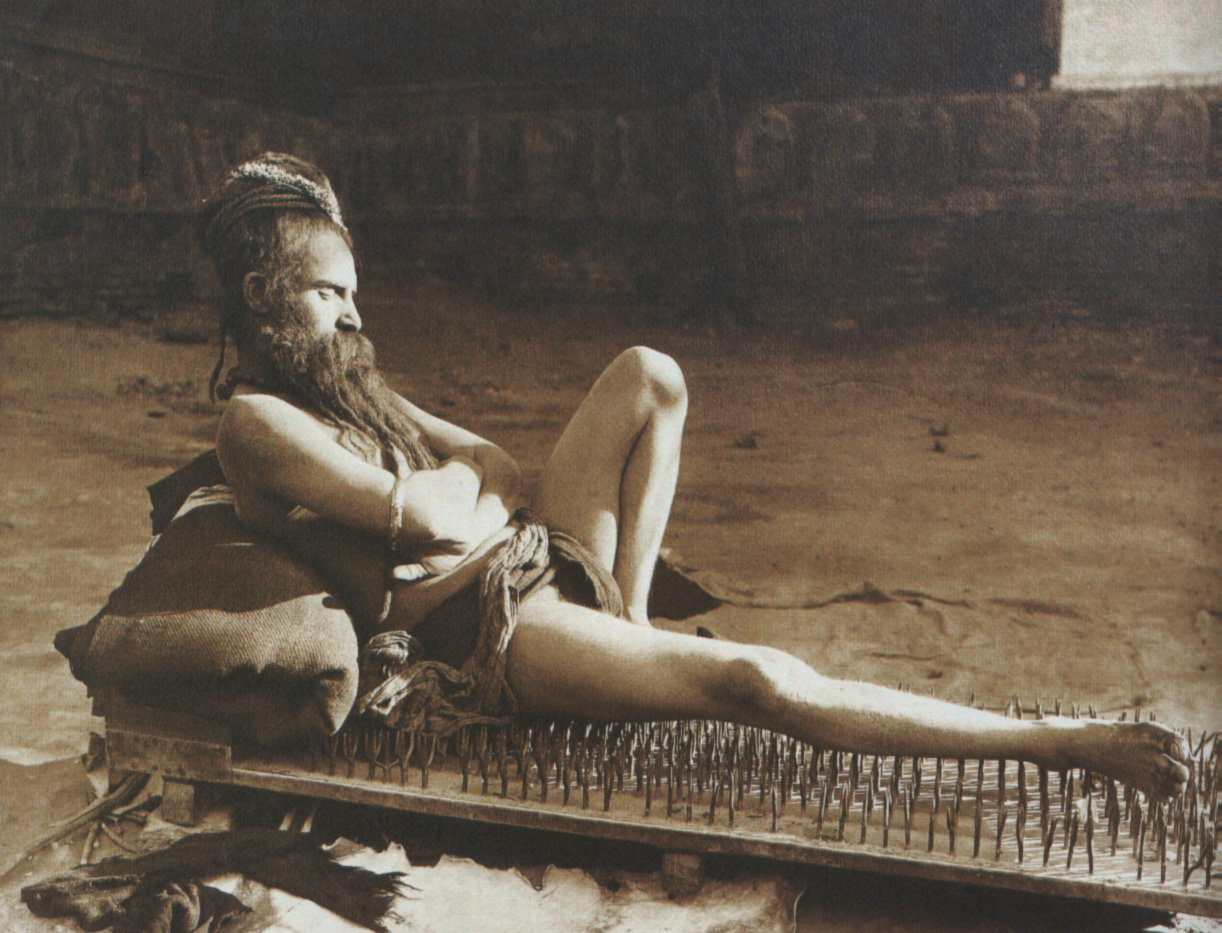
Fakir su un letto con chiodi, Benares - India, 1907

Gli asceti godono tradizionalmente di grande rispetto nella società indù. Appaiono come yogi, sadhus ("buoni che raggiungono la meta") o samnyāsin ("rinuncianti"), come fachiri o come seguaci del tantrismo.
Famosi asceti dell'epoca moderna come Ramakrishna († 1886) e Ramana Maharshi († 1950) sono diventati famosi anche in Occidente. Il Mahatma Gandhi(† 1948), ebbe un impatto particolarmente forte perché con il suo esempio diede al tradizionale ideale indù di ascetismo, un nuovo, duraturo e potente impulso

### Buddhismo

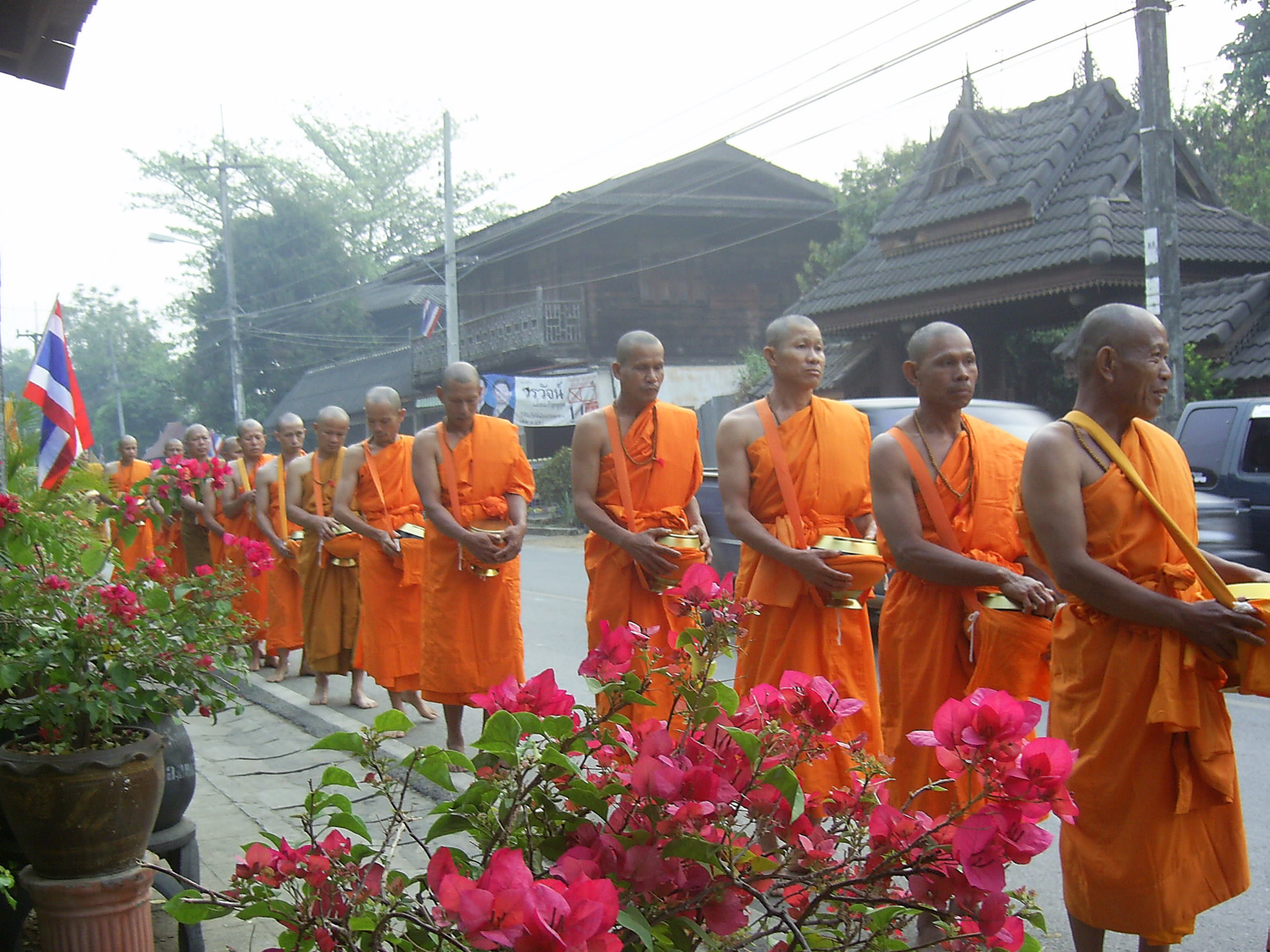
Monaci buddhisti, Tailandia

Il fondatore del buddhismo, Gautama Buddha, che secondo recenti ricerche morì alla fine del V o all'inizio del IV secolo a.C., praticò inizialmente un ascetismo molto rigoroso, ma lo abbandonò quando giunse alla conclusione che era inutile Egli formulò la dottrina buddhista distinguendola dalle pratiche ascetiche dei monaci bramini e del giainismo, che rifiutò. Proclamò la "via di mezzo" (Pali: majjhimā paṭipadā) tra i due estremi rappresentati da un eccessivo ascetismo e una vita di piacere sregolato. Questo sentiero era originariamente progettato per i monaci buddisti (monaci, letteralmente mendicanti) e conteneva disposizioni ascetiche per una vita monastica, ma nessuna pratica di penitenza corporale autoinflitta. Il corpo non doveva essere danneggiato o indebolito.
Il concetto di asceta era familiare ai primi buddhisti. Parlavano di samaṇa ("persona che si esercita"). Le regole includevano la rinuncia alla proprietà, l'abbigliamento semplicissimo, la completa astinenza sessuale, l'astensione dalle bevande alcoliche e l'obbligo di mangiare qualunque cosa fosse messa nella ciotola dell'elemosina. I monaci non avevano una dimora fissa; vagavano tutto l'anno, tranne durante la stagione delle piogge e per questo venivano anche chiamati "i senzatetto". Le pratiche ascetiche, che non erano prescritte per i monaci e le monache, erano chiamate dhutaṅgas ("strumenti per scuotersi"). Si trattava di restrizioni nella dieta, nell'abbigliamento e nelle condizioni di vita, alcune di esse andavano ben oltre l'astinenza generalmente praticata dai religiosi. I Dhutaṅgas sono ancora oggi apprezzati nella "tradizione della foresta thailandese".

### Giainismo
Tra le religioni che hanno avuto origine in India, il Giainismo è quella che richiede ai suoi seguaci pratiche ascetiche più rigide, sia ai monaci che ai laici. Soprattutto per quanto riguarda la dieta si devono osservare numerose regole severe, il piacere è disapprovato e il digiuno è una pratica molto frequente. Il comandamento della non-violenza  (ahiṃsā) è esteso a tutte le forme di vita, compresi insetti e microrganismi nocivi. Questo comporta una varietà di restrizioni e disagi nella vita quotidiana, perché deve essere evitato, prendendo delle precauzioni e se possibile, anche il danno accidentale agli esseri viventi di tutti i tipi. Inoltre, anche il pensiero deve essere rigorosamento controllato

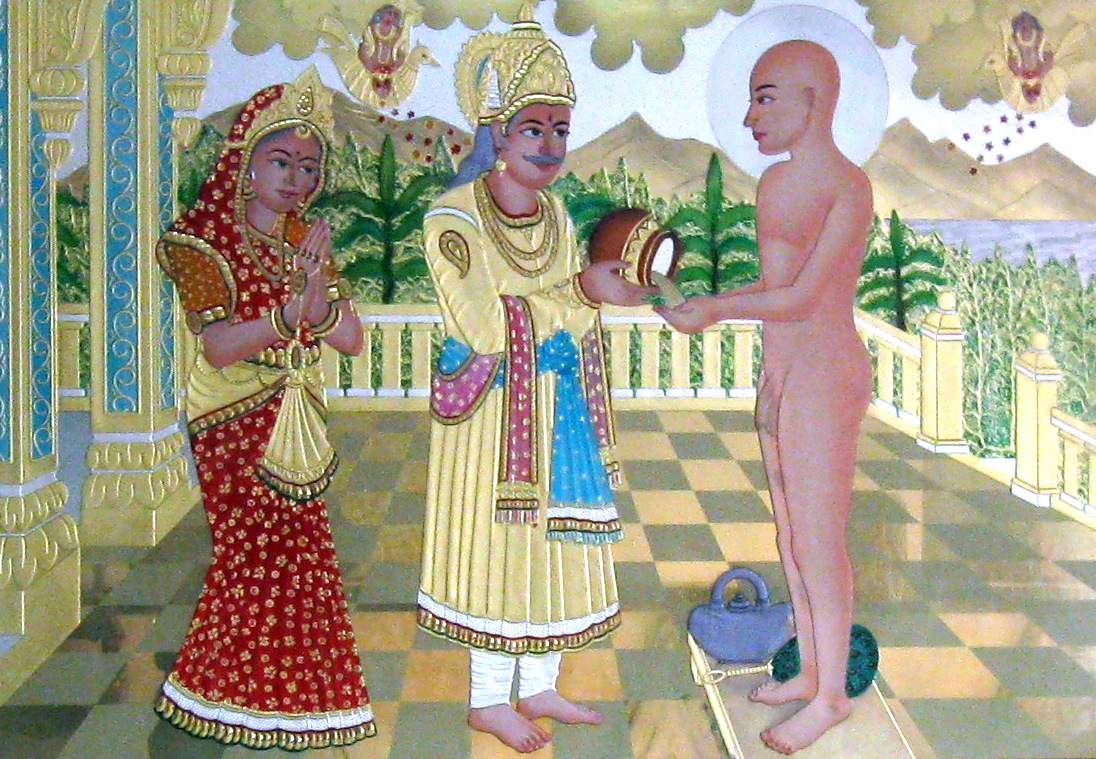
L'asceta nudo Mahavira riceve l'elemosina (rappresentazione moderna in un tempio Jaina)

L'obiettivo dell'ascetismo (tava) è evitare i legami impuri che, secondo la dottrina Jaina, generano karma negativo e quindi causano la continuazione di un'esistenza dolorosa. Lo scopo è quello di staccare l'anima (jiva) il più radicalmente possibile dal mondo. Attraverso la rinuncia i credenti vogliono realizzare la loro redenzione. Vogliono fuggire da questo mondo e accedere a un aldilà trascendente, dove finalmente riposare. Loro modelli sono i Tirthankara, famosi asceti come Parshva e Mahavira, che, secondo la credenza dei Jain, hanno realizzato in pieno questo obiettivo.
Il prerequisito per il raggiungimento dell'obiettivo non è solo il mantenimento della disciplina ascetica esteriore, ma anche lo sradicamento di impulsi dannosi come l'orgoglio. Questo aspetto è esemplificato dalla leggenda dell'orgoglioso asceta Bahubali i cui sforzi fallirono nonostante il perfetto autocontrollo esterno finché non riconobbe e riuscì a superare il proprio orgoglio. La passione nociva che ostacola la vita ascetica si manifesta, secondo gli insegnamenti Jaina, nelle quattro forme di rabbia, orgoglio, delusione e avidità. La rabbia nasce dalla privazione sperimentata o prevista di cose piacevoli o dall'esperienza di aspetti spiacevoli come può essere un ferimento.
I meriti e le conquiste fisiche e mentali così come il rango sociale danno origine a orgoglio o presunzione; la pratica ascetica e la conoscenza elitaria rendono presuntuose le persone religiose.  L'inganno, o illusione, è tutto ciò che è contrario alla verità: sia la propria tendenza a errare sia la tendenza a far sbagliare gli altri. Ognuna delle quattro passioni generano il karma e deve quindi essere completamente eliminata. L'eliminazione delle passioni viene attuata attraverso l'ascesi che include la difesa (saṃvara) dalle cattive influenze e lo sradicamento (nijjarā) del karma che già ha subito influenze.  I mezzi di difesa includono sopportare ventidue sfide, tra le quali fame, sete, caldo, freddo, insetti pungenti, insulti, abusi, rigetto e malattie. 
Tra i vari orientamenti del giainismo, il più radicale è quello dei Digambara (vestiti d'aria), in cui i monaci, seguendo l'esempio di Mahavira, vivono completamente nudi. 
Un possibile culmine dell'ascetismo è la morte rituale per inedia volontaria. I Jainas danno grande importanza all'affermazione che questo rituale, chiamato sallekhana, non è un suicidio

## L'ascetismo "terreno"  e "ultraterreno"
Max Weber, nel saggio L'etica protestante e lo spirito del capitalismo (1905), ha fatto una distinzione tra innerweltliche e ausserweltliche Askesis, tra ascetismo «intramondano» ed «extramondano».
L'ascetismo "ultraterreno" si riferisce alle persone che si ritirano dal mondo al fine di vivere una vita ascetica (ciò include la figura del monaco che vive in una comunità monastica, così come quella dell'eremita che vive isolato). L'ascetismo "terreno" invece si riferisce a persone che vivono vite ascetiche ma non si ritirano dal mondo.
Weber affermò che l'ascetismo materialista (intramondano) si è originato dalla dottrina calvinista la quale, al contrario di altri credi religiosi, cerca di promuovere un'azione concreta nel mondo che porti regole e un controllo razionale di ciò che ci circonda.
Secondo Weber infine, c'è un'affinità interna tra l'ascesi, intesa come estraneità ai piaceri del mondo, e la partecipazione all'attività capitalistica che comporta il controllo di sé, la disciplina interiore e la razionalizzazione contro la dissipazione.
Lo psicologo statunitense David McClelland (1917-1998) ha suggerito che l'ascetismo "terreno" è specificamente indirizzato contro i piaceri terreni che distraggono le persone dalla loro chiamata, dalla loro vocazione o «Beruf». Tale ascetismo può accettare piaceri terreni che non distraggono. Come esempio, ha indicato che i Quaccheri si sono storicamente opposti ad abiti dai colori chiari, ma che i Quaccheri ricchi hanno spesso ricavato il loro monotono vestiario da materiali costosi. Il colore era considerato fonte di distrazione, non invece il tessuto da cui il vestito era ricavato. I gruppi Amish usano criteri simili per decidere quali tecnologie moderne usare e quali evitare.

## L'ascetismo ateo
L'ascetismo secondo Schopenhauer
In occidente il filosofo Arthur Schopenhauer propose una forma di ascetismo ateo volto alla negazione della "Volontà di vivere" tramite la soppressione dei propri istinti vitali.
L'ascesi è «l'orrore dell'uomo per l'essere di cui è espressione il suo proprio fenomeno, per la volontà di vivere, per il nocciolo e l'essenza di un mondo riconosciuto pieno di dolore».
L'ascesi viene scandita in tre punti:
- Mortificazione di sé e dei bisogni della vita sensibile;
- Castità, che permette di non perpetuare il dolore, reprimendo l'impulso sessuale: oltre a ridurre il consenso consapevole alla volontà, la castità riduce la stessa oggettivazione della volontà noumenica nel mondo fenomenico;
- Inedia, ossia compiere un digiuno prolungato.

Questa è la vera soluzione: rendersi trasparenti alla volontà che continuerà ad attraversarci ma che non troverà più il corpo. Quindi vivere una non vita con l'estenuazione dell'organismo, raggiungendo la nolontà, cioè la non-volontà, quindi il nulla.
La completa negazione della volontà comporta con sé la negazione del mondo come oggettivazione di essa.
In questa concezione dell'ascetismo sono evidenti i riferimenti alla visione buddista e induista del Nirvana nel significato sia di 'estinzione' (da nir + √va, cessazione del soffio, estinzione) che, secondo una diversa etimologia proposta da un commentario buddhista di scuola Theravāda, 'libertà dal desiderio' (nir + vana)
Se l'ascesi mistica conduceva a Dio quella schopenhaueriana conduce al nulla, è un misticismo ateo che rifiuta il mondo giungendo alla pura negatività.
L'ascetismo secondo Nietzsche
Friedrich Nietzsche, oltre a fornire una valutazione molto negativa dell'ascetismo, ne restituisce anche una neutra e una positiva. Mentre condanna aspramente gli esercizi per mortificare gli istinti e la sensualità perché indeboliscono la forza vitale, sostiene l'ascetismo come ginnastica della volontà. L'intento di Nietzsche è di naturalizzare di nuovo l'ascetismo sostituendo l'intenzione di negare con l'intenzione di rinforzare. Egli dedica molta attenzione alla lotta contro un ascetismo che considera corrotto e innaturale..  Nella terza parte di Genealogia della morale (1887) Nietzsche pone la domanda: "Cosa significano gli ideali ascetici?" e ad essere interpellati sono gli artisti, soprattutto Richard Wagner, i filosofi, e in particolare Arthur Schopenhauer, i sacerdoti, e infine approfondisce la relazione tra ascetismo e scienza.
Nietzsche insinua che l'ascetismo non significhi nulla per gli artisti e prende ad esempio il Parsifal wagneriano: l'ascetismo non significa nulla perché l'adesione ad esso è superficiale poiché gli artisti non sono liberi ma sempre sottomessi a un potere, a un'ideologia o a un pensiero. La seconda categoria, i filosofi, sono accusati di essere ciechi di fronte all'ideale ascetico, perché essi stessi vivono di esso e quindi non possono vedere attraverso di esso. I sacerdoti, invece sono gli artefici, gli amministratori, i mediatori e i beneficiari dell'ideale ascetico, per loro l'ascetismo è uno strumento di potere. La scienza, nella misura in cui aveva un ideale, non è "l'antitesi di quell'ideale ascetico, ma piuttosto la sua forma più giovane e più nobile."
Nietzsche conclude che l'attrattiva che l'ideale ascetico riesce ad esercitare, è dovuto al significato che dà alla sofferenza; la negazione ascetica del mondo era  "volontà del Nulla" e "L'uomo preferisce ancora volere il nulla, piuttosto che non volere.".